# Jacqueline Fehr
Pour les articles homonymes, voir Fehr.
Jacqueline Fehr, née le 1er juin 1963 à Wallisellen (originaire de Schaffhouse, Winterthour et Rüdlingen), est une personnalité politique suisse, membre du Parti socialiste. Elle est députée du canton de Zurich au Conseil national d'avril 1998 à novembre 2015 et membre du Conseil d'État du canton de Zurich depuis avril 2015.

## Biographie
Jacqueline Fehr naît le 1er juin 1963 à Wallisellen, dans le canton de Zurich. Elle est originaire d'une autre commune du même canton, Winterthour, et de deux communes du canton de Schaffhouse, Schaffhouse et Rüdlingen.
Elle grandit à Elgg et Winterthour. Après avoir obtenu sa maturité, elle suit une formation d'enseignante. De 1988 à 1994, elle travaille dans l'enseignement secondaire à Zurich, avant de devenir secrétaire du département des écoles et du sport à Winterthur de 1994 à 1996. En 1997, elle devient conseillère indépendante en coaching, formation et conseil avant d'être responsable de projets à partir de 2002.
Entre 1992 et 1996, elle est présidente de l'Union syndicale zurichoise.
Elle est mariée à Maurice Pedergnana et a deux enfants nés en 1994 et 1996.

## Parcours politique
Elle adhère au Parti socialiste en 1986 et commence sa carrière politique en 1990 avec son élection à l'assemblée municipale de la ville de Winterthour, où elle siège deux ans.
Elle est membre du Conseil cantonal de Zurich de mai 1991 à juin 1998. Elle le quitte pour accéder au Conseil national, où elle est réélue en 1999, 2003 et 2007. Elle siège à la Commission de la sécurité sociale et de la santé publique et à la Commission des transports et des télécommunications, après avoir été membre de la Commission de la science, de l'éducation et de la culture et de la Commission de la politique de sécurité. La SonntagsZeitung la désigne en 2009 personnalité la plus influente du Parlement.
Le 26 août 2010, elle annonce sa candidature au Conseil fédéral afin de succéder à Moritz Leuenberger. Sa candidature est retenue par le groupe socialiste de l'Assemblée fédérale avec celle de Simonetta Sommaruga, mais c'est sa colistière qui est élue le 22 septembre 2010.
De 1997 à 2001, elle est coprésidente des Femmes socialistes suisses. Elle est vice-présidente du Parti socialiste suisse de 2008[réf. nécessaire] à 2015.
Le 12 avril 2015, elle est élue au Conseil d'État du canton de Zurich. Elle y dirige la direction de la justice et de l'intérieur. Elle est réélue le 24 mars 2019 et le 12 février 2023.

### Autres mandats
Elle est présidente du conseil de fondation de la Fondation suisse pour la protection de l'enfant et de la Communauté nationale de travail politique de la drogue. Elle préside aussi Pro Velo Suisse, copréside Pflegekinder-Aktion Schweiz (Enfants d'accueil Suisse) et occupe le poste de vice-présidente de Pro Familia.

## Publications
- Luxus Kind? Vorschläge für eine neue Familienpolitik, éd. Orell Füssli Verlag, Zurich, 2003  (ISBN 3280050278)
- Schule mit Zukunft. Pladoyer für ein modernes Bildungssystem, éd. Orell Füssli Verlag, Zurich, 2009  (ISBN 9783280053201)